# استان بین توآن
استان بین توآن (به لاتین: Bình Thuận Province) یک استان در ویتنام است که در ویتنام واقع شده‌است.

## خصوصیات
استان بین توآن ۷٬۹۹۲ کیلومترمربع مساحت و ۱٬۱۴۰٬۴۲۹ نفر جمعیت دارد.